# جوستين أوتشي برنس
جوستين أوتشي برنس هو لاعب كرة قدم تايلاندي في مركز الهجوم، ولد في 26 أكتوبر 1990 في Ikeja ‏ في نيجيريا. لعب مع بنوم بنه كراون.